# Tsar Bomba

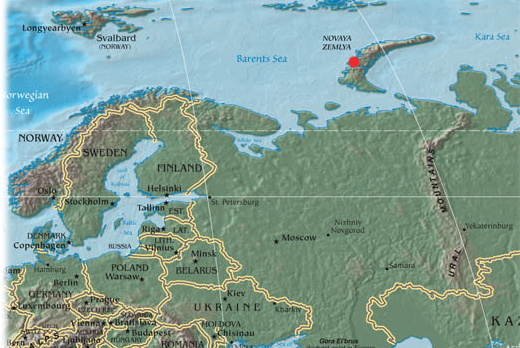
Địa điểm thử nghiệm Tsar Bomba

Tsar Bomba (tiếng Nga: Царь-бомба), dịch nghĩa "bom-Sa hoàng", là tên hiệu của quả bom khinh khí AN602 (mã hiệu "Ivan" do những người phát triển nó đặt tên) — là vũ khí hạt nhân lớn nhất, mạnh nhất từng được cho nổ, và hiện vẫn là vũ khí nổ mạnh nhất con người từng cho nổ trong lịch sử nhân loại. Công suất đạt 50 megaton, gấp 2380 lần so với công suất của quả bom Fat Man thả xuống Nagasaki và 3333 lần so với công suất của quả bom Little Boy thả xuống Hiroshima.
Được phát triển tại Liên Xô, quả bom ban đầu được thiết kế để có đương lượng nổ khoảng 100 triệu tấn TNT, hay 100 MT (Megaton); tuy nhiên, đương lượng nổ đã được giảm đi một nửa còn 50 MT, hay 50 triệu tấn thuốc nổ TNT do lo ngại về bụi phóng xạ có khả năng bay đến Moscow. Chỉ một quả bom loại này được chế tạo và thử nghiệm ngày 30 tháng 10 năm 1961, tại quần đảo Novaya Zemlya.
Những vỏ bom còn lại được đặt ở: Bảo tàng vũ khí hạt nhân Nga, Sarov (Arzamas-16); Bảo tàng Vũ khí hạt nhân, Viện nghiên cứu Kỹ thuật Vật lý Toàn Nga, Snezhinsk (Chelyabinsk-70). Không vỏ bom nào trong số trên có cùng cấu hình ăng ten như thiết bị thực tế đã được thử nghiệm.
Thiết bị này được gán cho nhiều cái tên trong văn học. Cái tên nào là chính xác, được đưa ra để đánh lạc hướng đối phương hay theo thực tế là vấn đề chưa được giải quyết: Số dự án- Dự án 700; Mã sản phẩm- Mã sản phẩm 202 (Izdeliye 202); Tên định danh- RDS-220 (РДС-220), RDS-202 (РДС-202), RN202 (PH202), AN602 (AH602); Bí hiệu- Vanya; Tên hiệu- Big Ivan, Tsar Bomba. Thuật ngữ "Tsar Bomba" đã được tạo ra trong một sự suy luận với hai dự án lớn khác của nga, Tsar Kolokol, quả chuông lớn nhất thế giới của Nga, và Tsar Pushka, bích kích pháo lớn nhất thế giới, cái tên này hiện được sử dụng tại Nga.
Thành công của dự án chế tạo Tsar Bomba đã vượt quá mong đợi của giới lãnh đạo Liên Xô. Vụ nổ với sức công phá chưa từng thấy từ trước tới thời điểm đó đã gây một ấn tượng cực kỳ mạnh đối với các nhà lãnh đạo Mỹ và phương Tây. Vụ nổ này cũng buộc các nhà lãnh đạo Mỹ và phương Tây phải suy nghĩ nghiêm túc hơn về khả năng của các tổ hợp quân sự - công nghiệp và dĩ nhiên là buộc họ phải xem xét lại các tham vọng quân sự của mình. Nước Mỹ sau đó đã ngừng mở rộng các chương trình nghiên cứu phát triển hạt nhân cỡ megaton (triệu tấn TNT), và đến ngày 5 tháng 8 năm 1963, Washington và Moskva đã ký kết Hiệp ước ngăn cấm thử nghiệm vũ khí hạt nhân trong khí quyển, trong không gian vũ trụ bên ngoài và dưới nước.

## Bối cảnh
Vào năm 1960, lệnh cấm thử nghiệm hạt nhân đã có hiệu lực đối với Liên Xô, Mỹ và Anh. Lợi dụng ưu thế đi trước trong phát triển hạt nhân, kho vũ khí hạt nhân của Mỹ thời kỳ đó tỏ ra rất đáng nể và họ còn lợi dụng lệnh cấm để mở rộng tiềm năng kho bom hạt nhân của mình, trong khi Liên Xô không còn được thử nghiệm để phát triển vũ khí hạt nhân mới. 
Với Liên Xô, điều vô cùng hệ trọng không những là bảo đảm thế cân bằng quân sự mà còn phải tạo ưu thế vượt lên hẳn so với kho vũ khí của Mỹ, nhưng nếu không thể tiến hành thử nghiệm hạt nhân thì không thể làm điều đó. Giới lãnh đạo tối cao Liên Xô đã thông qua nghị quyết Dự án vũ khí hạt nhân
Vào trung tuần tháng 7 năm 1961, dự án thiết kế và chế tạo siêu bom mang mật danh AH602 được khởi động tại thành phố bí mật Arzamas-16 (là thành phố Sarov ngày nay).

## Thiết kế
Viện khoa học- nghiên cứu thử nghiệm NII-1011 Minsredmash (nay là Viện khoa học-nghiên cứu vật lý kỹ thuật toàn Nga) có trụ sở tại thành phố Snhezinsk vùng Chelyabinsk) là đơn vị chịu trách nhiệm chính trong thiết kế AH602. Viện này được thành lập ngày 5 tháng 5 năm 1955 để thực hiện các dự án vũ khí hạt nhân. Sau này, cũng chính Viện đã thiết kế chế tạo 70% tất cả các bom hạt nhân, tên lửa hạt nhân và ngư lôi hạt nhân cho quân đội Liên Xô.

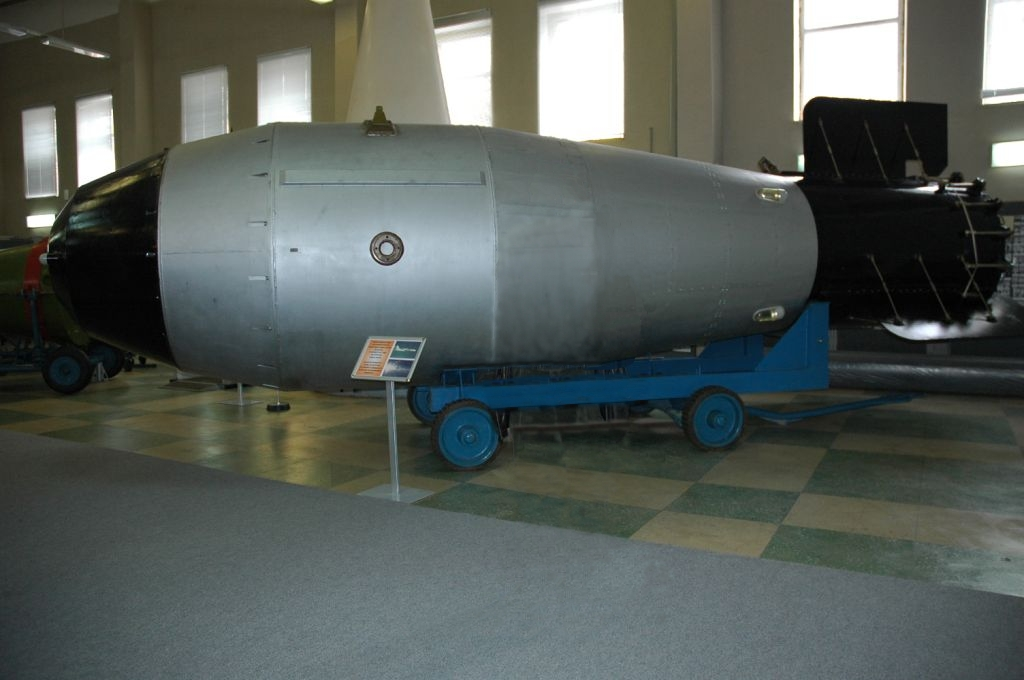
Một vỏ bom kiểu Tsar Bomba được trưng bày tại Sarov

Tsar Bomba là một quả bom khinh khí ba giai đoạn với một đương lượng nổ 57 megaton (Mt). Nó tương đương 10 lần lượng thuốc nổ được sử dụng trong Chiến tranh thế giới thứ hai, gồm cả Little Boy và Fat Man, những quả bom đã tàn phá Hiroshima và Nagasaki. Một quả bom H ba giai đoạn sử dụng một quả bom hạt nhân ban đầu để tạo ra một phản ứng nhiệt hạch tiếp theo, như trong hầu hết các quả bom H, và sau đó sử dụng năng lượng từ vụ nổ này để tạo ra một giai đoạn nhiệt hạch lớn hơn nữa. Tuy nhiên, có bằng chứng rằng Tsar Bomba có một số giai đoạn thứ ba chứ không phải chỉ là một giai đoạn rất lớn duy nhất.
Thiết kế ba giai đoạn ban đầu có khả năng tạo ra vụ nổ xấp xỉ 100 Mt, nhưng sẽ tạo ra quá nhiều bụi hạt nhân. Để giới hạn bụi hạt nhân, giai đoạn ba, và có thể cả giai đoạn hai, có một tamper chì thay cho một tamper uranium-238 (nó khuếch đại cực mạnh phản ứng bằng cách phân hạt các nguyên tử uranium với các neutron nhanh từ vụ nổ nhiệt hạch). Điều này giúp làm hạn chế sự phân hạt nhanh bằng các neutron ở giai đoạn tổng hợp, vì thế xấp xỉ 97% tổng năng lượng có được từ sự tổng hợp hạt nhân (như vậy, nó là một trong những quả bom hạt nhân "sạch nhất" từng được chế tạo, tạo ra một khối lượng bụi hạt nhân khá nhỏ so với đương lượng nổ). Có một sự khuyến khích rất lớn với kiểu thiết kế này bởi hầu hết bụi hạt nhân của vụ thử nghiệm bom sẽ rơi trên vùng lãnh thổ có người ở của Liên xô.
Các thành phần được thiết kế bởi một đội các nhà vật lý dưới sự lãnh đạo của viện sĩ Julii Borisovich Khariton và gồm cả Andrei Sakharov, Victor Adamsky, Yuri Babayev, Yuri Smirnov, và Yuri Trutnev. Một thời gian ngắn sau khi Tsar Bomba được cho nổ, Sakharov bắt đầu phát biểu chống lại các loại vũ khí hạt nhân, cuối cùng biến ông trở thành một người bất đồng.

## Thử nghiệm

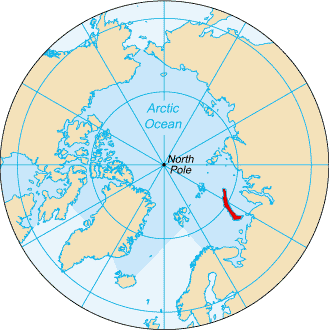
Vị trí vùng thử quả bom

Tsar Bomba được đưa tới nơi thử bởi một chiếc máy bay ném bom Tu-95V đã được sửa đổi đặc biệt, do Thiếu tá Andrei Durnovtsev điều khiển, cất cánh từ một sân bay trên bán đảo Kola. Chiếc máy bay ném bom được tháp tùng bởi một máy bay quan sát Tu-16 lấy các mẫu trên không và quay phim vụ thử nghiệm. Cả hai máy bay đều được sơn sơn phản quang trắng đặc biệt để hạn chế hư hại do nhiệt.
Quả bom, cân nặng 27 tấn, quá lớn với chiều dài 8 mét và đường kính 2 mét khiến chiếc Tu-95V chở nó phải bỏ các cửa khoang bom và thùng nhiên liệu trong thân. Quả bom được gắn một dù giảm tốc 800 kilôgam, để chiếc máy bay ném bom và máy bay quan sát có thời gian bay khoảng 50 km trước khi vụ nổ hạt nhân xảy ra, để cơ trưởng cùng phi hành đoàn có thể an toàn trong vụ thử nghiệm.
Tsar Bomba được kích nổ lúc 11:32 ngày 30 tháng 10 năm 1961 trên khu vực thử nghiệm hạt nhân Vịnh Mityushikha (Sukhoy Nos Zone C), phía bắc Vòng Bắc Cực trên hòn đảo Novaya Zemlya tại Biển Arctic. Quả bom được thả từ độ cao 10.5 km; nó được dự định nổ ở độ cao 4 km trên mặt đất (4.2 km trên mực nước biển) bằng các cảm biến khí áp.
Ước tính ban đầu về đương lượng nổ của Hoa Kỳ là 57 Mt, nhưng từ năm 1991 mọi nguồn tin của Nga đều nói rằng nó có đương lượng nổ 50 Mt. Bởi 50 Mt là 2,1×1017 jun, năng lượng trung bình được tạo ra trong toàn bộ quá trình tổng hợp-phân hạch, kéo dài khoảng 39 phần triệu giây, là khoảng 5,4×1024 watt hay 5,4 yottawatt. Nó tương đương với xấp xỉ 1.4% tổng công suất phát xạ của Mặt Trời. Khrushchev đã cảnh báo trong một bài phát biểu được quay phim trước nghị viện Cộng sản về sự tồn tại của một quả bom 100 Mt (về kỹ thuật việc thiết kế một quả bom có đương lượng nổ này là có thể). Quả cầu lửa chạm tới mặt đất, gần tới cao độ của chiếc máy bay ném bom, và được nhìn thấy và cảm thấy từ 1000 km từ ground zero. Sức nóng của vụ nổ có thể gây bỏng độ ba 100 km (62 dặm) từ ground zero. Đám mây hình nấm sau đó cao khoảng 64 km (gần cao hơn sáu lần Núi Everest) và rộng 40 km. Vụ nổ có thể được quan sát và cảm nhận thấy ở Phần Lan, làm vỡ kính cửa sổ tại Phần Lan và Thuỵ Điển. Hội tụ khí quyển gây ra thiệt hại ở khoảng cách lên tới 1000 km. Sóng địa chấn do vụ nổ gây ra có thể đo được thậm chí ở lần chạy quanh Trái đất thứ ba. Mức sóng địa chấn của nó khoảng 5 tới 5.25 nhưng bởi quả bom được cho nổ trên không chứ không phải ngầm dưới đất, đa số năng lượng không được chuyển thành sóng địa chấn.
Tsar Bomba là thiết bị vật lý mạnh nhất từng được sử dụng trong suốt lịch sử loài người. Kích thước và trọng lượng của nó khiến nó không thể được vận chuyển thành công trong trường hợp một cuộc chiến tranh thực tế. Trái lại, vũ khí lớn nhất từng được chế tạo tại Hoa Kỳ, quả bom B41 hiện đã bị giải giáp vào tháng 10 năm 2011 (sau khi hiệp định cắt giảm vũ khí hạt nhân giữa Nga và Mĩ được ký kết), có đương lượng nổ được dự đoán ở mức 25 Mt, và thiết bị hạt nhân lớn nhất từng được Hoa Kỳ thử nghiệm (Castle Bravo vào năm 1951) có đương lượng nổ 15 Mt (vì một phản ứng nhanh; đương lượng nổ thiết kế xấp xỉ 5 Mt).

## Phân tích

So sánh các quả cầu lửa của một số loại vũ khí hạt nhân, gồm cả Tsar Bomba. Các hiệu ứng luồng gió rộng hơn rất nhiều lần bán kính của quả cầu lửa.

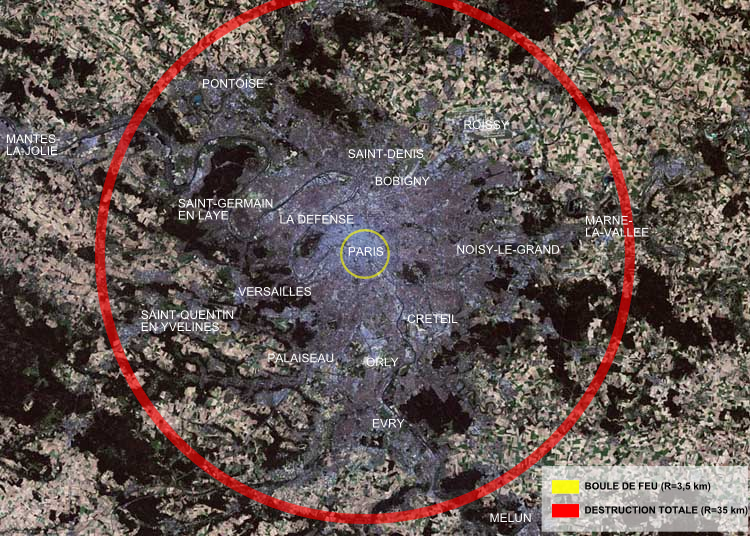
Vùng bị Tsar Bomba phá hoại hoàn toàn (ví dụ – phạm vi lớn hơn bản đồ Paris): Vòng đỏ = Bị phá hủy hoàn toàn (bán kính 35 km), vòng vàng = quả cầu lửa (bán kính 3,5 km).

Trọng lượng và kích thước của Tsar Bomba giới hạn tầm hoạt động và tốc độ của một máy bay ném bom được chuyển đổi đặc biệt để mang nó và cũng không thể được vận chuyển bởi một ICBM (dù vào ngày 24 tháng 12 năm 1962, một đầu đạn 50 Mt ICBM được phát triển bởi Chelyabinsk-70 đã được cho nổ ở mức 24.2 Mt để giảm bụi hạt nhân). về mặt phá huỷ vật chất, đa phần đương lượng nổ của nó phát xạ lên không gian. Có ước tính cho rằng việc cho nổ thiết kế 100 Mt ban đầu có thể làm phát ra lượng bụi phóng xạ tương đương khoảng 25% toàn bộ bụi phóng xạ đã phát ra từ khi các loại vũ khí hạt nhân được chế tạo. Vì thế, Tsar Bomba là một loại vũ khí mạnh nhưng không thực tế. Người Liên xô đã quyết định rằng một vụ nổ thử nghiệm như vậy có thể tạo ra một nguy cơ quá lớn về bụi phóng xạ và một điều hầu như chắc chắn rằng chiếc máy bay mang bom sẽ không thể tới được nơi an toàn trước khi vụ nổ diễn ra.
Tsar Bomba là đỉnh điểm của một loạt vũ khí nhiệt hạch có đương lượng nổ lớn được Liên xô và Hoa Kỳ chế tạo trong thập niên 1950 (các ví dụ gồm Mark-17 và B41). Những quả bom đó rất thiếu tính thực tế bởi:
- Bom hạt nhân thời kỳ đó to lớn và nặng, không biết cụ thể đương lượng nổ, và chỉ có thể được vận chuyển bằng máy bay ném bom chiến lược. Vì thế đương lượng nổ là chủ đề của mức độ kinh tế;
- Có lo ngại rằng nhiều máy bay ném bom sẽ không thể đến được mục tiêu bởi kích thước và tốc độ chậm của chúng khiến việc phát hiện và đánh chặn dễ dàng. Vì thế tăng hoả lực cho mỗi máy bay ném bom là điều tối cần thiết;
- Trước khi trinh thám vệ tinh xuất hiện, mỗi bên không biết rõ về vị trí các cơ sở quân sự và công nghiệp của bên kia;
- Một quả bom được thả mà không có các hệ thống hoa tiêu quán tính tiên tiến có thể dễ dàng trượt mục tiêu. Việc sử dụng dù để làm chậm thời gian rơi chỉ làm độ chính xác của bom giảm đi.

Vì thế một số quả bom được thiết kế để huỷ diệt cả một thành phố lớn thậm chí khi nó được thả cách trung tâm năm tới mười kilômét. Mục tiêu này có nghĩa rằng đương lượng nổ và tính hiệu quả phải được tính toán tương ứng, và đạt tới mức dung hoà nhất. Tuy nhiên, sự xuất hiện của các ICBM với độ chính xác 500 mét hay ít hơn đã khiến triết lý thiết kế đó trở thành lạc hậu. Thiết kế vũ khí hạt nhân sau này ở thập niên 1960 và 1970 dựa chủ yếu trên độ chính xác, thu nhỏ kích thước, và độ an toàn. Tiêu chuẩn thực tế trong nhiều năm sau đó là triển khai nhiều đầu đạn (MIRV) nhỏ để "rải thảm" một khu vực.

## Hậu quả
Khiến cho vô số người trong vòng bán kính dư chấn bị thương do cửa kính vỡ hoặc những mảng bê tông rơi

## Liên kết ngoài

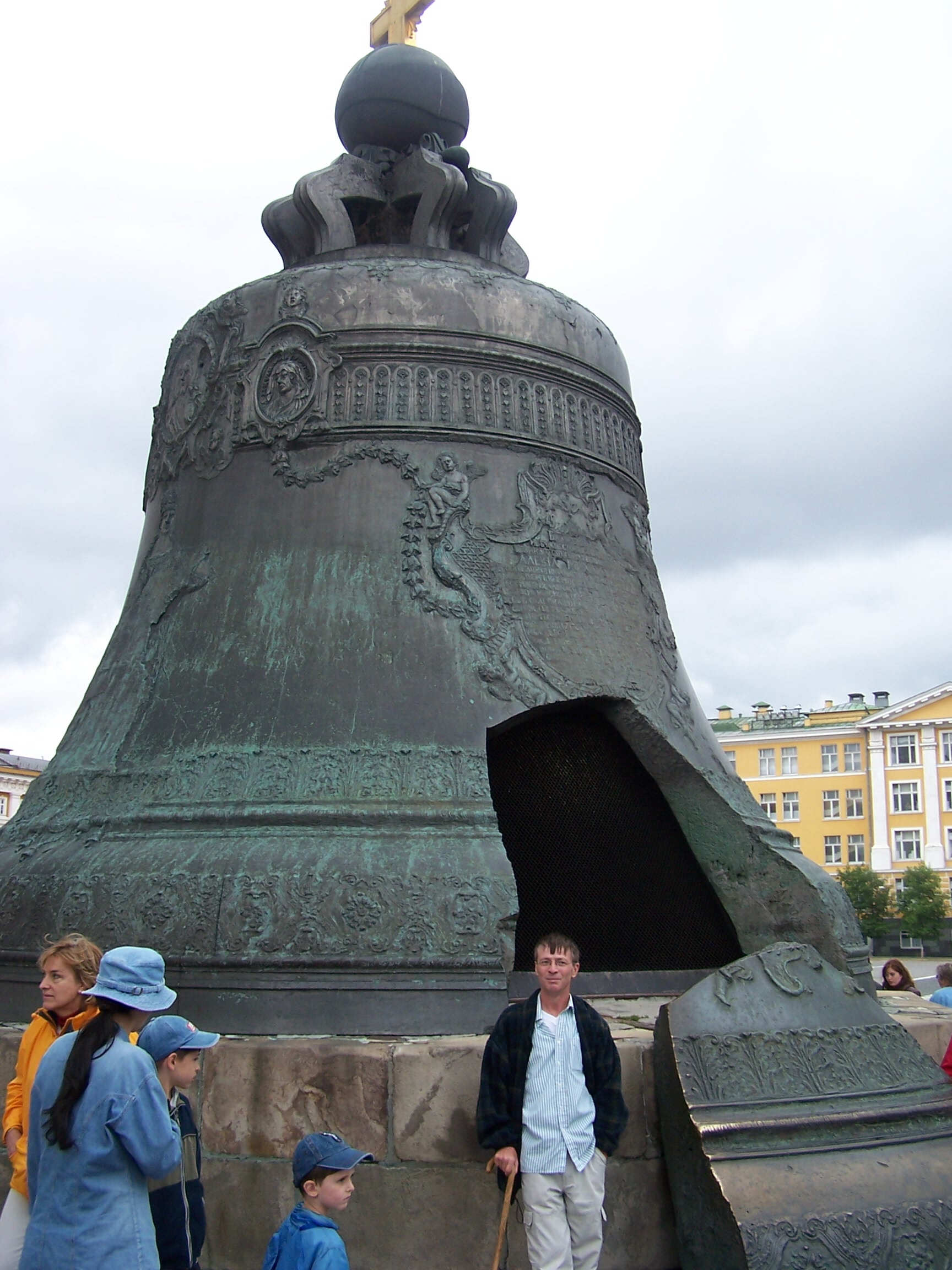
Chuông Sa hoàng
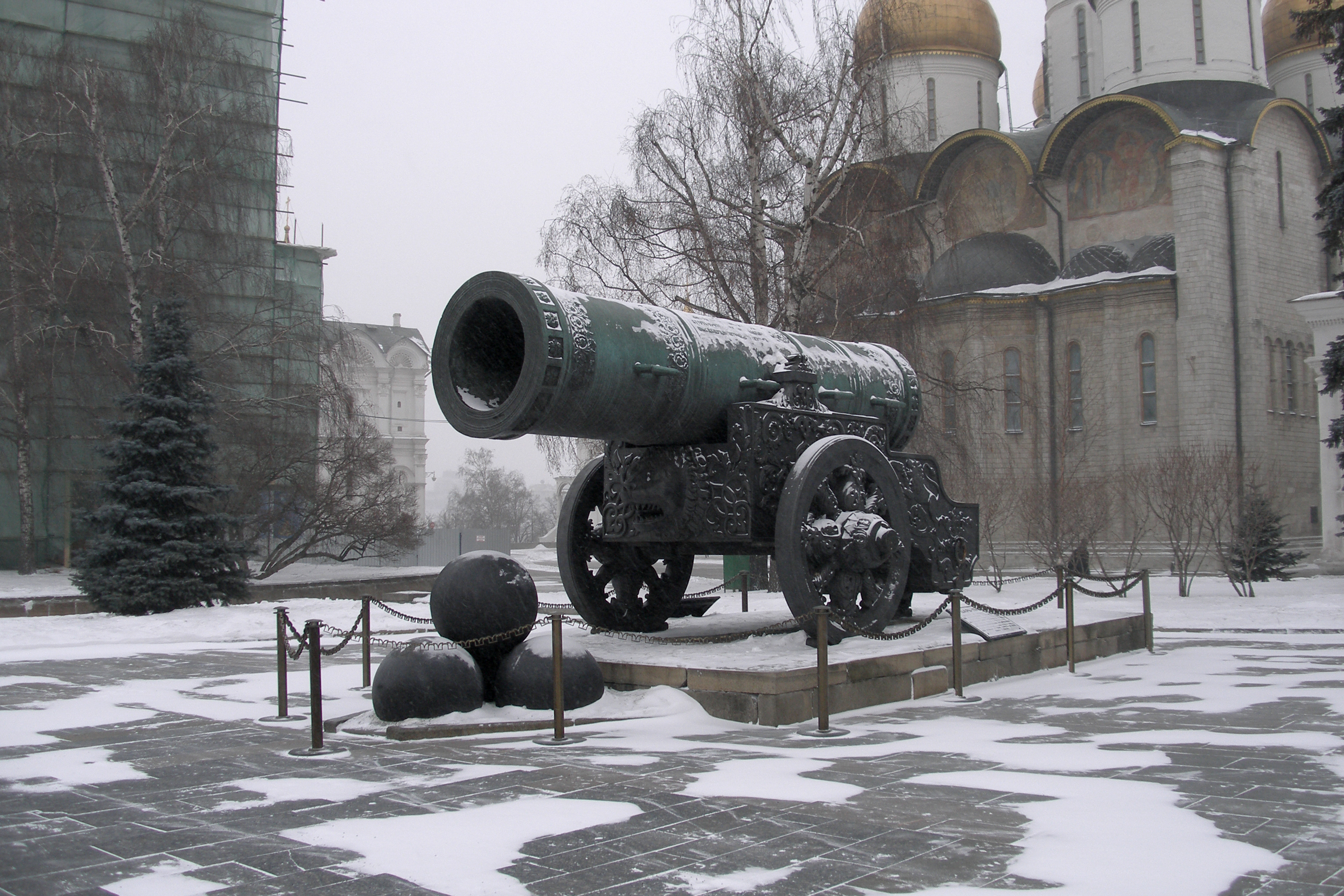
Đại pháo Sa hoàng
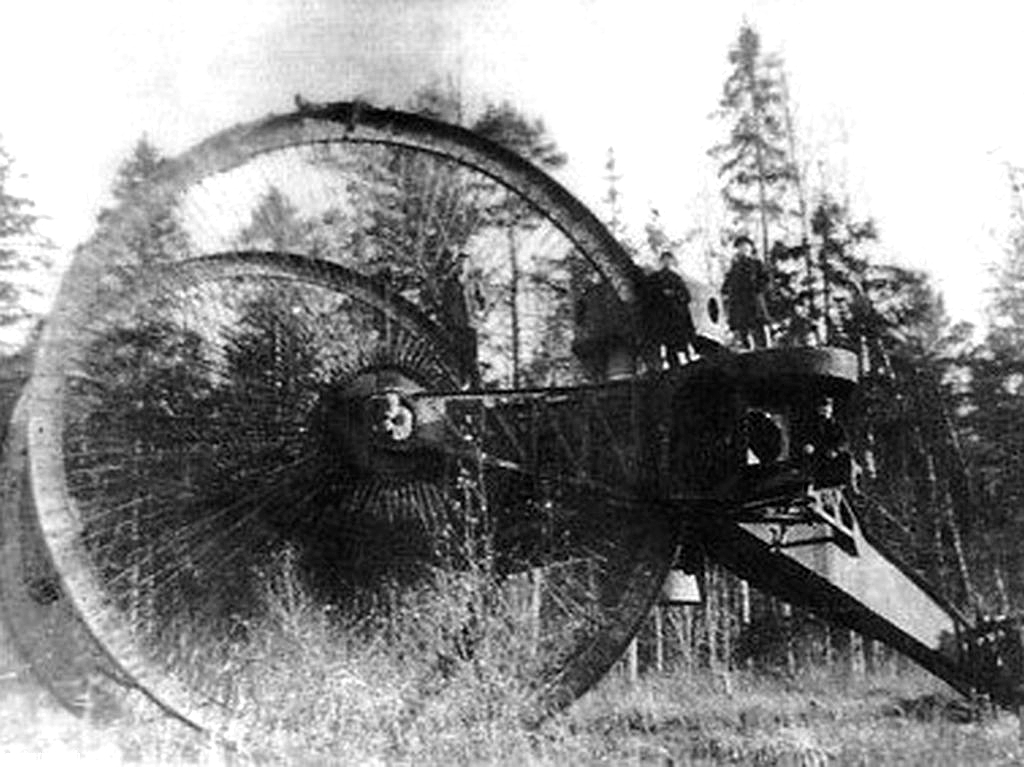
Xe tăng Sa hoàng
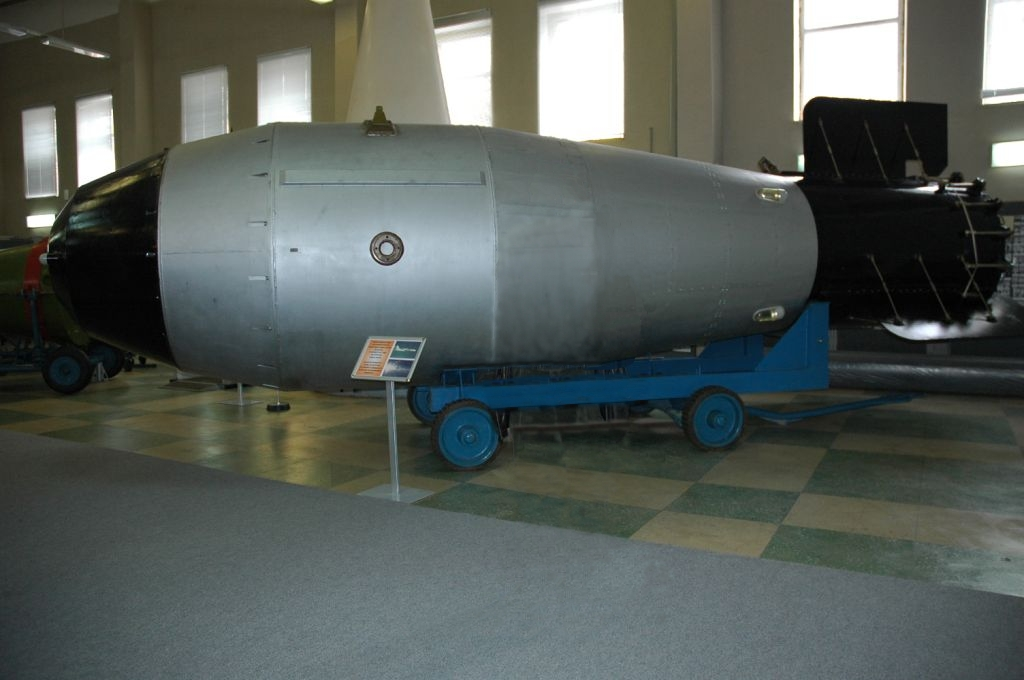
Bom Sa hoàng